# Thomas Valette
Pas d'image ? Cliquez ici

a Compétitions nationales et continentales officielles uniquement.

Thomas Valette, né le 21 juin 1982, est un joueur français de rugby à XIII reconverti en tant qu'entraîneur.
Thomas Valette pratique de nombreuses années le rugby à XII au sein du F.C. Lézignan ponctué par un titre de Championnat de France en 2008 dont il ne dispute pas la finale. Il rejoint une année le club de rugby à XV de Céret sportif puis termine sa carrière sportive au sein de Palau Broncos XIII. Au sein de ce dernier, il effectue ses premiers pas d'encadrants d'abord en seconde division puis en première division.
En 2018, il rejoint le club du XIII Baroudeur de Pia en tant qu'adjoint de Franck Rovira puis devient pour la première fois entraîneur chef à partir de la saison 2019-2020. Après de longs mois de compétition arrêtée en raison de la pandémie de coronavirus, il renoue avec la compétition en Championnat de France de 2e division lors de la saison 2021-2022 où le club termine invaincue de la saison régulière et s'impose en finale face au R.C. Baho 15-14. Le club demande sa pour la première division qui est accepté par la Fédération permettant au XIII Baroudeur de Pia de l'intégrer. Après trois saisons au sein de celle-ci, T. Valette parvient à qualifier le club aux phases finales chaque année avec pour pont d'orgue la demi-finale perdue en 2024 face au futur champion l'A.S. Carcassonne.

## Palmarès

### En tant que joueur
- Collectif
  - Vainqueur du Championnat de France : 2008 (Lézignan).
  - Vainqueur du Championnat de France de 2e division : 2010 et 2012 (Palau).
  - Finaliste du Championnat de France : 2007 (Lézignan).
  - Finaliste de la Coupe de France : 2006 (Lézignan).

### En tant qu'entraîneur
- Collectif
  - Vainqueur du Championnat de France de 2e division : 2022 (Pia).

#### Détails en club
| Année     | Année     | Club                  | Compétition | Saison régulière | Saison régulière | Saison régulière | Saison régulière | Saison régulière | Phase finale | Phase finale | Phase finale | Phase finale | Phase finale | Coupe de France |
| Année     | Année     | Club                  | Compétition | Class.           | MJ               | V.               | N.               | D.               | Perf.        | MJ           | V.           | N.           | D.           | Coupe de France |
| 2019-2020 | 2019-2020 | XIII Baroudeur de Pia | CHF 2e div. | Annulée          | Annulée          | Annulée          | Annulée          | Annulée          | Annulée      | Annulée      | Annulée      | Annulée      | Annulée      | Annulée         |
| 2020-2021 | 2020-2021 | XIII Baroudeur de Pia | CHF 2e div. | Annulée          | Annulée          | Annulée          | Annulée          | Annulée          | Annulée      | Annulée      | Annulée      | Annulée      | Annulée      | Annulée         |
| 2021-2022 | 2021-2022 | XIII Baroudeur de Pia | CHF 2e div. | 1er              | 18               | 18               | 0                | 0                | Champion     | 2            | 1            | 0            | 1            | Annulée         |
| 2022-2023 | 2022-2023 | XIII Baroudeur de Pia | CHF         | 5e               | 18               | 10               | 0                | 8                | Barrages     | 1            | 0            | 0            | 1            | 1/4 finale      |
| 2023-2024 | 2023-2024 | XIII Baroudeur de Pia | CHF         | 4e               | 18               | 12               | 0                | 6                | 1/2 finale   | 1            | 1            | 0            | 1            | 1/8 finale      |
| 2024-2025 | 2024-2025 | XIII Baroudeur de Pia | CHF         | 4e               | 20               | 12               | 0                | 8                | Barrages     | 1            | 0            | 0            | 1            | 1/8 finale      |